# Publius Enigma
Publius Enigma — интернет-феномен и нерешенная загадка, которая началась с загадочных сообщений, опубликованных пользователем, представившимся как Publius, в немодерируемой группе новостей Usenet «alt.music.pink-floyd» через Penet ремейлер, ныне не существующую службу анонимного обмена информацией. Пользователь предложил разгадать загадку, связанную с альбомом The Division Bell группы Pink Floyd, пообещав, что ответ приведет к награде.
Гитарист Дэвид Гилмор отрицал свою причастность, а дизайнер обложки альбома Сторм Торгерсон был озадачен. По словам барабанщика Ника Мейсона, ответственность за это лежит на компании EMI Records. Остается неясным, была ли загадка действительно решаемой в рамках раннего интернет-конкурса или же это была запутанная мистификация.

## История
Во время мирового турне The Division Bell Tour в 1994 году компания Columbia Records совершила перелет между концертными площадками Pink Floyd на дирижабле длиной 194 фута (59 м) под названием «The Division Belle». Для СМИ был выпущен электронный пресс-кит Columbia, а также видеоролик, состоящий из интервью с участниками группы, кадров дирижабля в действии и сегмента, содержащего следующее:

Представитель Pink Floyd сделал следующее заявление: Вы заметили дирижабль Pink Floyd. Не пугайтесь. Pink Floyd отправили свой дирижабль в Северную Америку, чтобы доставить сообщение. Дирижабль Pink Floyd направляется к месту назначения, где все будет объяснено по прибытии. Pink Floyd будут общаться.Оригинальный текст (англ.)A spokesperson for Pink Floyd has issued the following statement: You have spotted the Pink Floyd Airship. Do not be alarmed. Pink Floyd have sent their airship to North America to deliver a message. The Pink Floyd Airship is headed towards a destination where all will be explained upon arrival. Pink Floyd will communicate.
11 июня 1994 года пользователь анонимной ремейлера Penet разместил следующее сообщение в группе новостей Usenet «alt.music.pink-floyd»
| Оригинальный текст | Перевод |
| --- | --- |
| >>>>>>>> T H E M E S S A G E <<<<<<<< My friends, You have heard the message Pink Floyd has delivered, but have you listened? Perhaps I can be your guide, but I will not solve the enigma for you. All of you must open your minds and communicate with each other, as this is the only way the answers can be revealed. I may help you, but only if obstacles arise. Listen. Read. Think. Communicate. If I don't promise you the answers would you go. Publius | >>>>>>> СООБЩЕНИЕ <<<<<<<< Друзья мои, Вы слышали послание, которое передали Pink Floyd, но прислушались ли вы? Возможно, я могу быть вашим гидом, но я не смогу разгадать эту загадку за вас. Все вы должны открыть свои умы и общаться друг с другом, ведь только так можно найти ответы. Я могу помочь вам, но только если возникнут препятствия. Слушайте. Читайте. Думайте. Общайтесь. Если я не обещаю тебе ответов, ты уйдешь. Publius |

Последующий ответ уточнил суть задачи:
| Оригинальный текст | Перевод |
| --- | --- |
| AS SOME OF YOU HAVE SUSPECTED, "The Division Bell" is not like its predecessors. Although all great music is subject to multiple interpretations, in this case there is a central purpose and a designed solution. For the ingenious person (or group of persons) who recognizes this - and where this information points to - a unique prize has been secreted. How and Where? The Division Bell Listen again Look again As your thoughts will steer you Leading the blind while I stared out the steel in your eyes. Lyrics, artwork and music will take you there | КАК НЕКОТОРЫЕ ИЗ ВАС УЖЕ ДОГАДАЛИСЬ, "The Division Bell" не похож на своих предшественников. Хотя всякая великая музыка подвержена множеству интерпретаций, в данном случае есть центральная цель и продуманное решение. Для изобретательного человека (или группы людей) который поймет это - ина что указывает данная информация, - будет предназначен уникальный приз. Как и где? The Division Bell Послушай еще раз Посмотрите еще раз Ваши мысли будут направлять вас. Ведя за собой слепых, пока я смотрел на сталь в твоих глазах. Тексты, иллюстрации и музыка приведут вас туда. |

Чтобы опровергнуть возникший скептицизм, Publius согласился предоставить доказательства своей подлинности. 16 июля 1994 года он выступил с предсказанием:
| Оригинальный текст | Перевод |
| --- | --- |
| To validate the trust of those who believe, as well as to reconcile the doubt of others, I have gone to great lengths to plan the following display of communication: Monday, July 18 East Rutherford, New Jersey Approximately 10:30pm Flashing white lights. There is an enigma. Trust. | Чтобы подтвердить доверие тех, кто верит, а также примирить сомнения других, я приложил немало усилий, чтобы спланировать следующее проявление общения: Понедельник, 18 июля Ист-Рутерфорд, Нью-Джерси Примерно в 10:30 вечера. Мигающие белые огни. Это загадка. Верьте. |

В ночь на 18 июля 1994 года на концерте Pink Floyd в Ист-Рутерфорде в свете прожекторов перед сценой на мгновение появились слова ENIGMA PUBLIUS.
В сентябре 1996 года служба ремейлеров Penet была закрыта её создателем из-за юридических угроз, нависших над гарантированной анонимностью пользователей. Как следствие, связь с группой новостей через связанный с ней аккаунт Publius прекратилась. Последующие сообщения в стиле Publius с других адресов привели к различным мнениям о статусе загадки и о том, была ли она когда-либо решена.

## Официальные заявления
В 2002 году во время веб-чата гитарист Дэвид Гилмор сказал, что эта головоломка — «какая-то глупая затея звукозаписывающей компании, которую они придумали, чтобы озадачить людей». В апреле 2005 года во время презентации своей книги «Наизнанку. Личная история Pink Floyd», барабанщик Ник Мейсон подтвердил, что это было инициировано звукозаписывающей компанией:

Это была уловка компании EMI. На них работал человек, который обожал загадки. Он работал в администрации Рейгана. Его работа заключалась в том, чтобы присутствовать на встречах с президентом, и когда Рейган говорил: «Давайте разбомбим этих людей», он отвечал: «Это плохая идея, сэр!». Он работал в компании EMI и предложил создать головоломку, за которой можно было бы следить по Интернету. Приз так и не был вручен. И по сей день она остается неразгаданной. Приз представлял собой что-то вроде урожая деревьев, посаженных на вырубленном участке леса, или что-то в этом роде. Это не должен был быть приз в виде какой-то материальной вещи, а скорее трогательный подарок, скорее филантропический, чем что-то, что можно повесить на стену.Оригинальный текст (англ.)That was a ploy done by EMI. They had a man working for them who adored puzzles. He used to work for the Reagan administration. His job then would be to be in meetings with the president and when Reagan would say "Let's bomb these people" he would say "That's not a good idea sir!". He was working for EMI and suggested that a puzzle be created that could be followed on the Web. The prize was never given out. To this day it remains unresolved. The prize was something like a crop of trees planted in a clear cut area of forest or something to that effect. It was not to be a prize of some tangible thing but rather a touchy-feely sort of gift that was more of a philanthropic thing than something you could hang on the wall.
Комментарии Мейсона подтверждают часть предыдущего интервью Шона Хейслера с Марком Брикманом, художником по свету и постановке Pink Floyd и человеком, который, по всей видимости, отвечал за размещение надписи ENIGMA PUBLIUS на огнях во время концерта в Нью-Джерси.

…Я думаю, что это произошло благодаря одному парню из Вашингтона, который раньше работал в ЦРУ, ФБР или ещё где-нибудь, и занимался шифрованием. Он решил, что хочет сделать какую-то обложку для альбома, и начал разговаривать со Стивом О’Рурком, и я думаю, что произошло то, что Стив О’Рурк решил, что он собирается попробовать что-то сделать в Интернете, потому что он слушал меня. И он нашел этого парня, потому что, если вы заметили, многие из этих вещей невозможно отследить, откуда они берутся. И я знаю, что Дэйв, например, даже не знал, как зарегистрироваться.Оригинальный текст (англ.)...I think it really came and out of though - it came out of some guy of Washington DC, that used to be with the CIA or FBI or something that was in the encryption game. He decided he wanted to do some kind of album cover, and he started talking to Steve O'Rourke, and I think what happened was Steve O'Rourke had in his brilliant mind that he was going to try something on the internet because he had been listening to me. And he got this guy, cause if you notice a lot of this stuff can't be traced where it comes from. And I know that Dave for one thing didn't even know how to sign on.
Дуглас Адамс, которому принадлежит авторство названия альбома, категорически отрицает свою причастность к этому и отвергает идею о том, что в этом замешаны сами участники группы:

Я сказал, что сам ничего об этом не знаю, и никогда не слышал, чтобы Дэйв или Ник упоминали об этом, и что это не похоже на то, что их могло бы беспокоить. Но я говорю скорее из опыта, чем из конкретных знаний. Все, кто пишет, будь то романы, песни или вообще все, что происходит на публике, знают, что всегда существует миллион теорий о том, что вы имели в виду, когда говорили «v», «w», «x», «y» или «z», когда говорили «a», «b» или «c».
Единственное, что я знаю, что было добавлено к недавнему концерту Floyd, это сообщение на экране от дочери Дэйва Клэр, которая пожелала Дэйву и Полли счастливой свадьбы. Это реальная вещь, которую нужно делать с реальными людьми. Не стоит забывать, что рок-музыканты, какими бы талантливыми они ни были, это просто кучка людей, играющих на гитарах, как и романисты это просто кучка людей, которые по утрам мрачно смотрят в текстовый процессор и, возможно, пытаются придумать что-то смешное, но не постыдно глупое. Все эти секретные послания просто блажь.
Так что, что касается этой истории с Publius, я ничего не знаю наверняка. Все, что я могу сказать, это то, что это совсем не похоже на то, что группа могла бы сделать, они делают серьёзную работу, чтобы тур прошел хорошо и похоже на то, что это придумал фанат, у которого слишком много свободного времени.Оригинальный текст (англ.)What I said was that I myself knew nothing about it, and had never heard Dave or Nick mention it, and that it didn't sound like anything they'd be bothered with. But I'm speaking from experience rather than specific knowledge. Everybody who writes, whether it's novels or songs or anything at all that happens in the public eye, knows that there are always a million theories about whether you meant v,w,x,y, or z when you said a,b or c.
The only thing I know of that was added to a Floyd concert recently was a message flashed up on a screen from Dave's daughter Clare, wishing Dave and Polly a happy wedding. That's an actual thing to do with actual people. You have to remember that rock musicians, however talented, are just a bunch of human beings playing guitars, like novelists are a just a bunch of people who stare blearily at a word processor in the morning and maybe trying to think of something that's a bit funny without being embarrassingly stupid. All this secret message stuff is just blah.
So, as far as this Publius thing is concerned, I don't know anything for sure. All I can say is it sounds like nothing at all that the band would do - they're doing a serious job making sure the tour goes well - and sounds everything like something that a fan with too much time on his hands would dream up.

## Uncle Custard
В фэнзине Brain Damage был раздел вопросов и ответов, предназначенный для корреспондента, известного только как «Uncle Custard». Это имя (фонетически похожее на «Uncool Car Stud») было придумано Гленом Поуви, очевидно, как аллюзия на страсть Ника Мейсона к автогонкам.
Выпуск № 34 фэнзина содержит следующее:

Q: Кто такой Publius Enigma, в чём смысл всего этого и какое сокровище можно получить?
A: (Дядя Кустард) Как подчеркнул Печально известный Q, «вы, люди, так ограничены». Это проект для всех тех, кто обладает более высоким IQ, он требует владения различными языками, а также много свободного времени. А теперь приступайте… свет стал ярче, смысл вывернут наизнанку, колокол прозвенел, и суррогатная группа возвращается к жизни. Ответ нелинейно лежит в парадоксе темы The Division Bell — разрыве связи. (Подсказка: посмотрите видео «Learning to Fly»!) Возможно, это также связано с аномалией во временно-пространственном континууме. Есть очевидное решение, и не нужно быть историком Флойда, чтобы понять его! Победители получат официальное вступление в общество Mensa и немного сухого льда, чтобы охладить все эти нейронные пути в вашем мозгу. Важно отметить, что ни я, ни кто-либо другой, связанный с этим журналом, не будет вступать в переписку на эту тему. Это головоломка для вас, придуманная тем, кто любит вас настолько, что может свести с ума. Кроме того, я слишком занят, создавая круги на полях и выполняя проекты аналитического центра для Пентагона.Оригинальный текст (англ.)Q: Who is Publius Enigma, what is the meaning of it all, and what is the treasure to be had?

A: (Uncle Custard) As the Infamous Q has emphasized, 'you humans are so limited'. This is a project for all those out there with higher IQ's, it does require a mastery of diverse languages, along with a lot of spare time. Now get with it...the lights were brighter, the meaning is worn inside out, the bell has tolled and the surrogate band is coming back to life. The answer lies, non-linearly, within the paradox of the theme of The Division Bell -- communication breakdown. (Hint: Watch the Learning to Fly video!) It may also involve an anomaly in the time-space continuum. There is an obvious solution and you do not need to be a Floyd historian to figure it out! Winners will receive official entry into the Mensa Society and some dry ice to cool down all those neural pathways in your brain. It is important to note that neither I nor anyone involved with this zine will enter into any correspondence on this topic. It's a puzzle for you, devised by the one who loves you enough to drive you mad. Besides, I'm much too busy creating crop circles and executing think-tank projects for the Pentagon.
Хотя все ответы на протяжении многих лет были написаны разными людьми, связанными с фэнзином, этот конкретный ответ был приписан бывшему редактору и последнему издателю печатной версии Brain Damage Джеффу Дженсену. Точность содержания этого ответа и то, под каким руководством (если таковое имелось) Дженсен его подготовил, остается неясным.

## Другие упоминания
Возможные отсылки к Publius Enigma можно найти в различных релизах Pink Floyd:
- На DVD-издании P.U.L.S.E. с записью телеконцерта, состоявшегося 20 октября 1994 года в Эрлс-Корте, содержатся кадры, на которых во время исполнения песни «Another Brick in the Wall (Part II)» на экране крупными буквами проецируется слово «ENIGMA». Компания Das Boot, выпускающая DVD, использует в качестве своего логотипа энигма-машину, которую можно увидеть в конце шоу[18].
  - В обновленном монтаже P.U.L.S.E. 2019 года, вошедшей в бокс-сет The Later Years, разные ракурсы камеры заменены таким образом, что проекция «ENIGMA» менее заметна. В одном кадре все ещё видно «MA», в другом — нижнюю часть «IGMA», но заметный широкий кадр, на котором четко было написано «ENIGMA», похоже, был намеренно удален.
- На иллюстрации к мини-диску A Momentary Lapse of Reason слово «PUBLIUS» было вставлено в фотографию человека на ржаном поле. Слово «ENIGMA» появилось в нижнем углу фотографии человека, стоящего на краю обрыва[19].
- Слова «Publius Enigma» произносятся непосредственно перед песней «One of These Days» на DVD-релизе 2003 года Pink Floyd: Live at Pompeii[20].
- Обложка Сторма Торгерсона для книги Джона Харриса The Dark Side of the Moon: The Making of the Pink Floyd содержит следующий текст: «[…] несмотря на многочисленные попытки разгадать тайны его успеха, повсеместная популярность этой пластинки остается загадкой…» (англ. despite numerous attempts to elucidate the mysteries of its success, the ubiquitous popularity of this record remains an enigma...).
- На 13-й странице буклета CD The Division Bell в третьем столбце справа от верхнего куплета текста песни «Wearing the Inside Out» содержится анаграмма слова «enigma», совмещенная с номером страницы «jyusan»[21]. Энтони Мур, написавший текст песни, отрицает, что это было сделано намеренно[22].
- Официальная биография Pink Floyd содержит утверждение «[…] верные своему началу, в их сердце всегда была загадка» (англ. true to their beginnings, there has always been an enigma at their heart) и заканчивается словами «Ведь в сердце Pink Floyd всегда была загадка…» (англ. For at the heart of Pink Floyd, there has always been an enigma...)[23].
- В фильме Иэна Эмеса The Endless River (2019), который можно найти в бокс-сете The Later Years, слова Publius Enigma появляются в конце композиции «Allons-y (2)»[24].